# Musashimurayama
Musashimurayama (jap. 武蔵村山市 Musashimurayama-shi) – miasto w Japonii, na wyspie Honsiu, w prefekturze metropolitarnej Tokio. Ma powierzchnię 15,32 km². W 2020 r. mieszkały w nim 70 863 osoby, w 29 952 gospodarstwach domowych  (w 2010 r. 70 065 osób, w 26 883 gospodarstwach domowych). 
3 listopada 1970 roku Musashimurayama-chō zostało przemianowane na Musashimurayama-shi.